# Myriozoum honolulense
Myriozoum honolulense is een mosdiertjessoort uit de familie van de Myriaporidae. De wetenschappelijke naam van de soort is voor het eerst geldig gepubliceerd in 1884 door Busk.